# 1805 год в истории железнодорожного транспорта
1805 год в истории железнодорожного транспорта

## Персоны

### Родились

#### Июнь
- 15 июня – Огден, Уильям Батлер, президент Chicago and North Western Railway (умер 1877).

#### Август
- 9 августа – Джосеф Лок, Англия гражданский инженер, ставший главным инженером на Grand Junction Railway (умер 1860).

#### Ноябрь
- 7 Ноября – Томас Брассей, Англия железнодорожный подрядчик, который курировал строительство более 6500 миль (10461 км) дорог по всему миру (умер 1870).[1]

#### Дата неизвестна
- Джордж С. Григгс, пионер в создание американских паровозов (умер 1870).
- Уильям Суинберн, Соединённые Штаты, создатель и разработчик локомотивов (умер 1883).